# Edmonton nemzetközi repülőtér
Az Edmonton nemzetközi repülőtér (IATA: YEG, ICAO: CYEG) Kanada egyik nemzetközi repülőtere, amely Edmonton közelében található. Éves utasforgalma 7 499 163 fő (2023).

## Futópályák
A repülőtér futópályái:
- 02/20 (10 995 ft, 3351 m, 200 ft, aszfalt)
- 12/30 (10 200 ft, 3109 m, 200 ft, aszfalt)

## Forgalom
Az utasforgalom az elmúlt években az alábbi módon változott:
| Utasok száma | 3 720 623 | 3 834 883 | 3 882 497 | 5 213 207 | 5 972 017 | 6 277 137 | 7 634 926 | 7 807 384 | 2 628 891 | 7 499 163 |
|              | 1997      | 2000      | 2003      | 2006      | 2009      | 2011      | 2014      | 2017      | 2020      | 2023      |